# Crisis diplomática entre Haití y República Dominicana de 1963
La crisis diplomática entre Haití y República Dominicana de 1963 o la Crisis diplomática dominico-haitiana de 1963 se refiere a la crisis diplomática surgida entre los gobiernos de los presidentes Juan Bosch de República Dominicana y François Duvalier de Haití por la presencia en territorio de la embajada dominicana en Puerto Príncipe de miembros del Voluntariado de la Seguridad Nacional (los Tonton-Macoute). 

## Antecedentes
François Duvalier ya había demostrado su desagrado por la administración Bosch, pues había permitido que Haití sirviese como refugio a los exmilitares del dictador dominicano Rafael Leónidas Trujillo, entre ellos cabe resaltar a Michel Brady, a quien después Duvalier nombró encargado de Negocios en Santo Domingo y fue rechazado por el gobierno dominicano. Además, también se encontraban en Puerto Príncipe familiares del fallecido dictador: Luis Trujillo y José Rafael Trujillo Lora.

### Atentado a los hijos de Duvalier
En Puerto Príncipe, capital de Haití, la mañana del viernes 26 de abril un comando armado falló en un intento de secuestro a los hijos del presidente Duvalier, Jean-Claude, de 12 años, y Simone, de 14, cuando llegaban al colegio Bird, en la Rue de l'Enterreme de Puerto Príncipe. En el acto fueron asesinados el sargento Paulin Montrouis, chófer de los hijos de Duvalier, el caporal Morille Mirville, el sargento Luc Azor, y un miembro del Voluntariado de la Seguridad Nacional (Tontons-Macoutes), Richemond Poteau.
El dictador dio la orden de búsqueda y captura de quien creía era el culpable, Francois Benoit, un fiero opositor al gobierno de Duvalier que había tomado un curso de tiro en Panamá y fue expulsado de las Fuerzas Armadas Haitianas luego de caer en desgracia con el régimen. 
Según informes de la prensa extranjera, para vengar la muerte de los tres guardaespaldas, las milicias haitianas incendiaron la residencia del teniente Francois Benoit y mataron a sus padres, a su hijo de año y medio y a 3 miembros del servicio doméstico.

## Asalto a las oficinas de la embajada de la República Dominicana
La esposa de Benoit, Jacqueline Edeline Benoit, profesora en el colegio Galop huye, se refugió en la Embajada de Ecuador, donde dio a luz su segundo hijo.
Sin embargo, el teniente Benoit se había refugiado en la sede de la Embajada de la República Dominicana, ubicada en la avenida Panamericana 121, de Petion-Ville, tres días antes del atentado contra los Duvalier. Las fuerzas paramilitares de los Tontons-Macoutes alegaron que Benoit había abandonado el complejo diplomático para perpetrar el atentado y había vuelto cuando falló. 
Los demás familiares de Benoit como sus hermanos Jean Marie y Claude Michel Benoit, se refugiaron en las embajadas de Venezuela y Argentina respectivamente.
Al día siguiente cuando el Encargado de Negocios de la República Dominicana en Haití, Dr. Frank Bobadilla Rejincos, llegaba a la Embajada Dominicana le salieron al paso dos soldados haitianos armados con fusiles. Estos soldados, no obstante que fueron advertidos que debían retirarse, registraron todas las oficinas de la sede diplomática dominicana en la capital haitiana.
En esa época las oficinas administrativas de la embajada no estaban ubicadas, como ahora, en la misma sede de la residencia del Embajador, en la avenida Panamericana, sino en el Distrito de Delmas, a la altura de Delmas 95. Los paramilitares aterrorizaron a la secretaria Katia Mena. Al no encontrar allí a Benoit se dirigieron a la sede de la misión, donde había alrededor de 12 refugiados.
Ante las protestas del jefe de misión dominicana, los soldados haitianos salieron de la Embajada Dominicana, pero permanecieron en sus terrenos ubicados en la avenida Delmas atrincherándose en los amplios jardines y subieron a los árboles cercanos.

## Denuncia del gobierno dominicano
Horas después del incidente, el presidente de la República Dominicana, Juan Bosch, se dirigió a la nación desde el Palacio Nacional:

“Hemos sido insultados sin haber provocado nosotros el insulto; se ha invadido nuestra embajada con fuerzas armadas, lo cual equivale a una invasión a nuestro país y es una ofensa imperdonable a nuestra dignidad. Se nos ha faltado el respeto y las naciones pequeñas que permiten eso, no son dignas de ser naciones, porque lo único que puede mantenernos como país soberano es la decisión de hacernos respetar de los pequeños y de los grandes, de los que pretendan abusar de su debilidad y de los que pretendan abusar de su fuerza. La dignidad dominicana ha sido ultrajada en Haití de manera indignante. Y no estamos dispuestos a tolerar esa situación y no la toleraremos por ningún motivo”.

El Ministro de Relaciones Exteriores dominicano, Andrés Freites, por orden del presidente emitió la siguiente nota de protesta a su homólogo haitiano:

“Si no se ofrecen las reparaciones y seguridades que demandan las ofensas y los riesgos a que ha estado sujeta la representación dominicana en Haití, el gobierno de la República Dominicana adoptará con toda decisión y a cualquier precio las medidas necesarias para hacer respetar la dignidad y la soberanía de la nación dominicana”.

Y el ministro de la Presidencia, doctor Abraham Jaar declaró:

“Estamos esperando que se cumpla el plazo de 24 horas que vence hoy a las 7 de la noche. Si la ofensa a la soberanía nacional no es reparada, el gobierno tomará las medidas necesarias para hacer respetar nuestra bandera”.

### Consejo Permanente de la OEA y Misión de Investigación
El asunto fue llevado por ante el Consejo Permanente de la Organización de los Estados Americanos, donde República Dominicana acusó a Haití de realizar “actos violentos que ponen en peligro la paz del hemisferio”. El embajador dominicano Arturo Carventi también denunció un plan de Duvalier para asesinar al Presidente Bosch. El representante haitiano ante la OEA era Joseph Baguidy, quien manifestó que el Gobierno dominicano hacía esas acusaciones para encontrar la excusa de una acción militar contra su país.
Los periódicos del 29 están llenos de notas de apoyo al Gobierno dominicano, incluyendo una de la Unión Cívica Nacional, que había perdido las elecciones de Juan Bosch en 1962. Hay también dos notas de exiliados haitianos apoyando a los dominicanos, una es del denominado Frente de Liberación, que dirigía el exiliado Fred Baptiste, y la otra es del agrónomo Louis Dejoie, enemigo acérrimo de Duvalier, y líder del Partido Industrial Agrario Nacional (PAIN).
El Consejo Permanente condenó la actitud de Haití, con 16 votos y dos abstenciones. Una misión especial de investigación llegó a Puerto Príncipe para conocer la situación. El Gobierno haitiano se comprometió a respetar las garantías diplomáticas, y la Embajada de Colombia se hizo cargo de la sede, mientras salían los 22 refugiados. Días después los refugiados, entre ellos el padre Jean Baptiste Georges, salieron al exilio.
Sin embargo, Duvalier, que había recibido en el Palacio Nacional a la comisión venida de Washington, con aire amenazante, denunció que su país era víctima del racismo, y llamó al pueblo haitiano a defenderse de los ataques venidos de Santo Domingo.
Bernard Diederich, en un libro llamado “Le Prix du Sang”, quien en esos días estuvo preso en Puerto Príncipe cuenta lo siguiente:
“Durante ese tiempo, la comisión de la OEA se encontraba en el Palacio Nacional, sentada frente a un Duvalier silencioso y enigmático, que mira a cada uno de ellos inclinando la cabeza y diciendo palabras en creole. En efecto, se supo después que él repetía como una letanía insultos tradicionales en creole contra la madre de ada uno de ellos”.

## Movilización militar
Mientras la diplomacia desempeñaba su papel, el gobierno dominicano alertaba a su ejército a la espera del cumplimiento por parte del gobierno haitiano del emplazamiento que por 24 horas le había hecho el gobierno dominicano para proceder a retirar a los soldados ubicados en el patio de la Embajada Dominicana.

### Telegrama
El teniente Freddy Piantini Colón prestaba servicio en la Unidad de Blindados del Palacio Nacional, cuando se recibió el siguiente telegrama:

“Atención. Urgente.

“Solicitamos un pelotón de tanques AMX comandado por un oficial al que no tenga que explicarle sus funciones porque no tengo tiempo.

Firmado: Rafael Tomás Fernández Domínguez, teniente coronel E.N.”

La persona escogida para esta misión lo fue el teniente Freddy Piantini Colón.
A su llegada a la ciudad de Barahona para luego dirigirse a la ciudad de Jimaní. Los soldados fueron sorprendidos por el sonido de un avión de matrícula haitiana, un AT6. Piantini Colon dio la orden de separarse por unos 100 metros para evitar que inutilizara todas las unidades si disparaban, pero el avión se alejó. 
El Ejército de la República Dominicana se acuarteló y las tropas comenzaron a movilizarse hacia la frontera bajo el mando del teniente coronel del Ejército Nacional, Rafael Tomás Fernández Domínguez, soldado leal y de la estrecha confianza del presidente Juan Bosch.
La prensa se presentó al área de operaciones y ante las preguntas de un corresponsal extranjero, el comandante Fernández Domínguez declaró que estaba preparado para ocupar Puerto Príncipe y liberar nuestra embajada tan pronto recibiera la orden del Presidente de la República, Juan Bosch.

### Operación Mangú
Los oficiales encargados del personal, de inteligencia y de logística hacían sus apreciaciones. Basado en estos informes, calificados como SECRETOS, el comandante Fernández Domínguez reunía su plana mayor y hacía una evaluación general de la situación, para preparar su orden de operación que denominó: “Operación Mangú”.
La operación se había convertido de liberar la embajada a tomar Puerto Príncipe según fueron avanzando los días. Debido a la poca fuerza militar haitiana en comparación con las Fuerzas Armadas Dominicanas de aquel entonces, el Ejército Dominicano podría tomar Puerto Príncipe en cuestión de horas. 
Los documentos clasificados de la operación revelan que tres batallones habían sido movilizados: la del Norte y del Centro, asentadas en Dajabón y Elías Piña eran tropas de distracción.
En Jimaní, al sur de la frontera en dirección a Puerto Príncipe, estaban las tropas de penetración o ataque, comandadas por el coronel Fernández Domínguez fueron bautizadas como Batallón Francisco del Rosario Sánchez.
Según lo acordado el Teniente Coronel Fernández Domínguez estaría en Jimaní con casi todo los recursos para efectuar la invasión. El capitán Rafael Quiroz Pérez también formó parte de la misión y dirigía el batallón de Elías Piña le comento a Fernández Domínguez de que los recursos militares disponibles en Elías Piña no eran suficientes para detener los miles de efectivos que los haitianos habían colocado en el poblado de Margarita, creyendo factible una penetración dominicana. 
El coronel Fernández Domínguez ordenó: 
“Debemos convencer al enemigo que éramos muchos más, entre hombres y armamentos. Esto se lograría haciendo mucha bulla. Durante la noche debíamos poner en marcha los tanques, hacer desplazamiento de tropas, tocar cornetas, etc…”
En los días posteriores de la militarización de la frontera la fuerte presión diplomática dominicana y de la OEA pareció haber surtido efecto en Duvalier quien procedió a retirar a los pocos soldados que aún permanecían en territorio de la embajada de la República Dominicana en Puerto Príncipe.

## Crisis de septiembre
La población dominicana de aquel entonces se encontraba intranquila por las constantes huelgas en contra de las políticas económicas de la administración Bosch y rumores de más huelgas comenzaban a ser ciertos. 
Esto se complicó con la noticia de una nueva agresión haitiana a territorio dominicano, parecía que el periodo de tensiones entre las dos naciones caribeñas que había comenzado en abril-mayo culminaría en un conflicto militar. 
Las informaciones decían que en horas de la madrugada que la población dominicana en Dajabón había sido atacada con fuego de artillería y mortero procedente de Juana Méndez, Haití a poca distancia del puesto que dividía las dos naciones. 
En la sede de la OEA en Washington se recibía una terrible queja del gobierno dominicano, la agresión, sostenía Haití, provenía del otro lado de la frontera. Poco después del mediodía Radio Santo Domingo difundió un comunicado oficial del gobierno dominicano en el cual se le daba un plazo de 3 horas al gobierno de Duvalier para que cesaran la agresión de lo contrario la Fuerza Aérea Dominicana bombardearía el Palacio Nacional de Haití, exigían además castigo de los culpables empezando por Duvalier y un acuerdo de reparación y compensación por los daños materiales y morales infligidos a la población dominicana. 
Bosch estaba decidido a defender el honor nacional, ofendido nueva vez por la administración haitiana, las protestas en su contra se transformaron en manifestaciones de apoyo y la radio se llenaba de mensajes de respaldo a la defensa de la soberanía. 
El Presidente Bosch convocó a los jefes de Estado Mayor y ordenó al Jefe de la Fuerza Aérea Miguel Atila Luna que al cabo de una hora enviase un avión que liberase panfletos sobre Puerto Príncipe cuyo texto había preparado el mismo, le ordenó además que preparase los bombarderos para atacar la capital haitiana a las 11:00 a. m. 
Sin embargo el ataque nunca fue llevado a cabo, pues los reportes de ataque a Dajabón no pudieron ser comprobados y la Cancillería Dominicana debió retractarse de las nuevas acusaciones hacia Duvalier. Debido a esto la moral de la población dominicano cayó notablemente.